# Theo van Lint

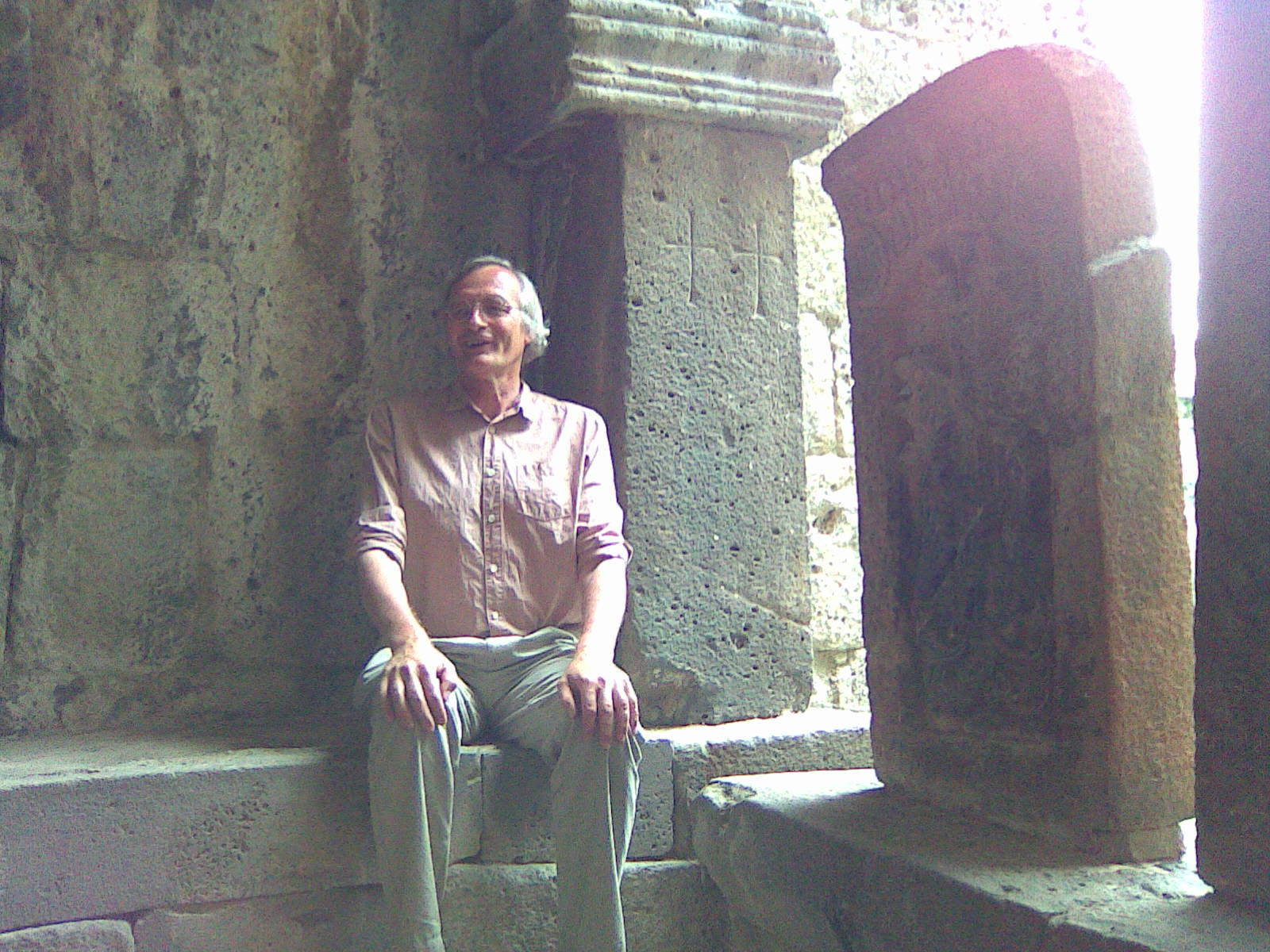
Theo van Lint, im Kloster Sanahin, Galerie von Grigor Magistros, 2013

Theo Maarten van Lint (* 15. Juni 1957 in Delft) ist ein niederländischer Armenologe und Professor für Armenische Studien an der Universität Oxford.

## Biografie
Van Lint machte 1975 sein Abitur in Den Haag und studierte danach an der Universität Leiden Slawistik und Germanistik. 1983 verbrachte er zwei Semester an der Universität Leningrad. Nach seinem Abschlussexamen setzte er sein Studium in Leiden fort und absolvierte ein Studium der Vergleichenden Sprachwissenschaft, in dessen Rahmen er sich auf die ältere armenische Literatur spezialisierte. Das Studienjahr 1989/90 verbrachte er an der  Universität von Jerewan, außerdem forschte er im Matenadaran, dem Zentralarchiv für alte armenische Handschriften. 1996 wurde er in Leiden mit der Arbeit Kostandin of Erznka, an Armenian religious poet of the XIIIth-XIVth century. Armenian text with translation and commentary cum laude zum Dr. phil. promoviert. Sein Doktorvater war der erste Professor für armenische Studien in den Niederlanden, Jos Weitenberg.
Das akademische Jahr 1997/98 verbrachte er als Forscher am Netherlands Institute for Advanced Study. Anschließend führte Van Lint verschiedene Postdoc-Projekte aus, ehe er im Jahr 2002 zum Calouste Gulbenkian Professor of Armenian Studies an der Universität Oxford ernannt wurde. Er ist Mitglied des Pembroke College.

## Wissenschaftliches Werk
Der Schwerpunkt der wissenschaftlichen Tätigkeit von Theo van Lint liegt auf der armenischen Lyrik und der armenischen Literatur des Mittelalters, er hat aber auch Forschungen zur frühneuzeitlichen und modernen armenischen Literatur vorgelegt. In seiner Lehre deckt er alle Bereiche der Armenologie von Sprachlehrveranstaltungen bis hin zu Kultur und Geschichte ab. Zu diesen Themen hat er auch Gastvorlesungen und Seminare an zahlreichen europäischen und nordamerikanischen Universitäten durchgeführt. Van Lint ist regelmäßig Gastprofessor an der Hebräischen Universität von Jerusalem.
Darüber hinaus ist Van Lint mit etlichen wissenschaftlichen armenischen Organisationen verbunden. Er ist unter anderem Sekretär der AIEA (Association Internationale des Études Arméniennes), Berater des Armenian Institute (London), Vizevorsitzender der Mahfouz Foundation und Mitglied der Society of Armenian Studies.
Van Lint übersetzt auch Lyrik, unter anderem aus dem Estnischen ins Niederländische.

## Schriften (Auswahl)
- "Վաղ շրջանի պատմագրությունը Գրիգոր Մագիստրոսի ստեղծագործություններում" (Historiography of the Early Period in Grigor Magistros's Works), Բանբեր Մնատեբադարանի 21 (2014), 97–103.

- "Armenian Merchant Patronage of New Julfa's Sacred Spaces", in Mohammad Gharipour (ed.), Sacred Precincts. The Religious Architecture of Non Muslim Communities across the Islamic World, Leiden - Boston: Brill 2014, 308–333. (With Amy Landau)

- "La cultura armena nella visione del mondo di Grigor Magistros Pahlawuni", in Carmela Baffioni, Rosa Bianca Finazzi, Anna Passoni Dell'Acqua, Emidio Vergani (eds.), Storia e pensiero religioso nel Vicino Oriente. L'Età Bagratide - Maimonide - Afraate. III Dies Academicus, Milano: Biblioteca Ambrosiana Bulzoni Editore 2014, 3–22.

- "Medieval Poetic Texts", in Valentina Calzolari (ed.) with the Collaboration of Michael E. Stone, Armenian Philology in the Modern Era. From Manuscript to Digital Text. Leiden-Boston: Brill 2014, 377–413.

- "Geometry and Contemplation: The Architecture of Vardan Anec'i's Vision of the Throne-Chariot. Theosis and the Art of Memory in Armenia", in Kevork B. Bardakjian, Sergio La Porta (eds.), The Armenian Apocalyptic Tradition. A Comparative Perspective. Leiden - Boston: Brill 2014, 217–241.

- "The Armenian Poet Frik and his verses on Arghun Khan and Bugha", in Robert Hillenbrand, A.C.S. Peacock, Firuza Abdullaeva (eds.), Ferdowsi, the Mongols and the History of Iran. Art, Literature and Culture from Early Islam to Qajar Persia. Studies in Honour of Charles Melville. London - New York: I.B. Tauris, in association with the Iran Heritage Foundation 2013, 249–260.

- "Sacred and Religious Objects", in Sylvie L. Merian, Lucy Ardash, Edmond Y. Azadian (eds.), A Legacy of Armenian Treasures. Testimony to a People. Southfield, MI: The Alex and Marie Manoogian Museum 2013, 234–289 (with Amy S. Landau)

- "Cigarette Cases", in Sylvie L. Merian, Lucy Ardash, Edmond Y. Azadian (eds.), A Legacy of Armenian Treasures. Testimony to a People. Southfield, MI: The Alex and Marie Manoogian Museum 2013, 306–311 (with Amy S. Landau)

- "Gregory the Illuminator", in Roger S. Bagnall, Kai Brodersen, Craige B. Champion, Andrew Erskine, Sabine R. Huebner (eds.) The Encyclopedia of Ancient History (First Edition). Oxford: Wiley-Blackwell 2013, 2992–2993

- „Սիամանթոյի Սուրբ Մեսրոպին նվիրված բանաստեղծությունների շուրջ“ (On Siamant'o's Poems Dedicated to St. Mesrop), Միջազգային գիտական նստաշրջան նվիրված Մեսրոպ Մաշտոցի ծննդյան 1650 ամյակին, Մաշտոցի անվան Մատենադարան, Երևան 20–22 սեպտեմբերի, 2011 թ., Երևան: Բանբեր Մատենադարանի vol. 19, 2012, 65–71.

- "Grigor Magistros Pahlawuni: Die armenische Kultur aus der Sicht eines gelehrten Laien des 11. Jahrhunderts", Ostkirchliche Studien 61, 2012, 66–83

- "Making Sense of Ezekiel’s Throne Vision? An Armenian Interpretation from the Bodleian Library", in Dali Chitunashvili (ed. in chief), Nikoloz Aleksidze and Mzia Surbuladze (eds.), Caucasus between East and West. Historical and Philological Studies in Honour of Zaza Aleksidze. Tbilisi: National Center of Manuscripts 2012, 422–428.

- "From Reciting to Writing and Interpretation: Tendencies, Themes, and Demarcations of Armenian Historical Writing", in Sarah Foot, Chase F. Robinson (eds.), The Oxford History of Historical Writing. Volume II, 400–1400. Oxford: Oxford University Press 2012, 180–200.

- "Եղիշե Չարենցի 'Աքիլլե՞ս, թե՞ Պյերո' ստեղծագործության մի քանի հարցեր" (A Few Questions about Eghishe Charents’ 'Achilles and Pierot'), in А.К. Егиазарян (ред.), Егише Чаренц и его время (Azat Yeghiazaryan [ed.] Eghishe Charents and his Time), Ереван: Издательство РАУ, 2012, 95–106.

- "I Mongoli nella poesia armena medievale", Bazmavep 168 no 3–4, 2010, a cura di Marco Bais e Anna Sirinian (publ. 2012), 457–480.

- "Symbolic Thought in Armenian History", in Gabriella Uluhogian, Boghos Levon Zekiyan, Vartan Karapetian (eds.), Armenia. Imprints of a Civilization, Milano: Skira 2011, 165–171.

- "A Symbolist Poet Reading Narekats‘i. Misak Medzarents‘ at the Crossroads of Modernism and Tradition", in Anna Briskina-Müller, Armenuhi Drost-Abgaryan, Axel Meißner (eds.), Logos im Dialogos. Auf der Suche nach der Orthodoxie. Gedenkschrift für Hermann Goltz, Berlin: Lit 2011, 43–61.

- "Armenian Apostolic Church", in George Thomas Kurian (ed.), The Encyclopedia of Christian Civilization, Vol. I, Chichester: Wiley-Blackwell 2011, 114–120.

- "Vardan Anetsi’s Poem On the Divine Chariot and the Four Living Creatures, 10th -11th Century", in Richard G. Hovanissian (ed.), Armenian Kars and Ani, Costa Mesa: Mazda Publishers 2011, 81–99.

- "Grigor Magistros", "Letters to Amir Ibrahim", and "Magnalia Dei, The Mighty Acts of God", in David Thomas, Alex Mallet (eds.), Christian-Muslim Relations. A Bibliographical History, Volume 2 (950–1100). Leiden: Brill, 2010, 703–707, 707–710, 710–713.

- Review of: Azat Yeghiazaryan, The Daredevils of Sasun: Poetics of an Epic. Translated by S. Peter Cowe, Costa Mesa: Mazda Publishers, 2008. Comparative Literature Studies, Vol 47, No. 4, 2010, 558–561.

- Review of: M.E Stone, Apocrypha, Pseudepigrapha and Armenian Studies. Collected Papers Volume II, Louvain: Peeters, 2006. Journal of Jewish Studies, Vol. LXI, No 1, Spring 2010, 160–162.

- "Armenian MS Book" in Michael Suarez, Henry Woudhuysen (eds.), The Oxford Companion to the Book, Oxford: Oxford University Press, 2010, 479–480.

- (With Meliné Pehlivanian) "Armenian Type" in Michael Suarez, Henry Woudhuysen (eds.). The Oxford Companion to the Book, Oxford: Oxford University Press, 2010, 480.

- "The Treaty of Turkmenchai, 1828. Russian and Armenian Perceptions", in M. Branch (ed.), Defining Self. Essays on emergent identities in Russia Seventeenth to Nineteenth Centuries (Studia Fennica, Ethnologica 10), Helsinki: Finnish Literature Society 2009, 96–116.

- "The Formation of Armenian Identity in the First Millenium", Church History and Religious Culture, 2009 (vol. 89, 1–3), 251-78.